# Stok Lacki
Stok Lacki is een plaats in het Poolse district  Siedlecki, woiwodschap Mazovië. De plaats maakt deel uit van de gemeente Siedlce en telt 721 inwoners.

## Verkeer en vervoer
- Station Stok Lacki